# بوزدياك (باسكورتوستان)
بوزدياك (بالروسية: Буздяк) هي مدينة في جمهورية باشكورتوستان في روسيا.